# クパン
クパン (インドネシア語：Kupang) は、インドネシアの都市。ティモール島の西部（西ティモール）に位置し、東ヌサ・トゥンガラ州の州都。ティモール島最大の都市且つ港である。
- 人口：約35万人
- 位置：南緯10度11分 東経123度35分 / 南緯10.183度 東経123.583度
- 空港：エル・タリ空港（英語版）

## 歴史

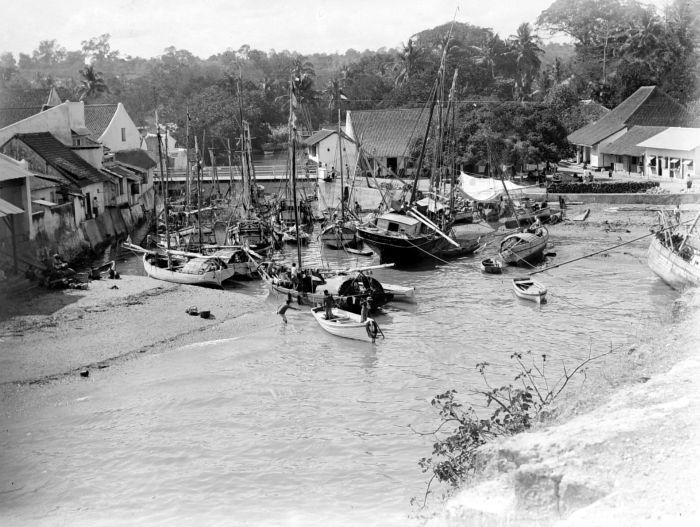
20世紀初頭のクパン港

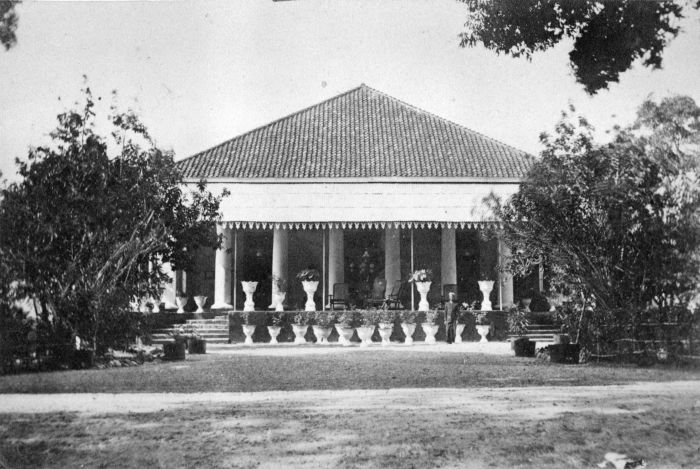
20世紀初頭のティモール島の住居

1613年、ポルトガルのソロル要塞を破壊したオランダはクパンに接触した。当時クパンと後背地はヘロン人の王が支配していた。ヘロン族は自らの先祖をモルッカ諸島のセラム島出身だと主張した。クパンはティモール島南岸の船舶活動を監視出来る場所だったので、戦略的に整備された。更に、コイニノ川から清潔な水が確保出来た。オランダとヘロン人は合意したが、オランダのティモール島への関与が足りなかった為に、フローレス島のポルトガル人メスティーソであるトパッセスの影響を受けるようになる。
1640年代、ポルトガルの要塞が建てられた。
1646年、オランダはソロルを設立し、現地の王と再接触した。

1653年1月、オランダのコンコルディア要塞がコイニノ川河口西岸高地に建てられた。クパンはオランダがポルトガルに対抗する為の基地になった。
1655年からオランダは3年連続で敗北し、オランダと同盟を結んだソンバイ人やアマビ人から難民が多数発生し、1658年にはクパンの周囲に居住した。彼らはヘロン人の土地に小さな王国を創った。ヘロン王は「土地の王」で在り続けたが、オランダの権威に強く依存していた。
1749年以前、ヘロン人の古い領土を除くティモール島はポルトガルが支配していた。しかし、この年にオランダと同盟国がポルトガルを倒し、オランダの影響力はティモール島西部～中部まで及ぶようになった。オランダはヨーロッパ式行政を持ち込み、行政長官と議会を設置した。原住民との関係は議会で法制化された。クパン行政府はオランダが支配するロテ島、サヴ島、ソロル島も管轄した。18世紀初頭に入植した中国人商人と職人はすぐに地域の経済に不可欠になった。様々な人種が集まった。マルディジュケル人はオランダの司法では非白人だった。
1752年、クパンには827人のキリスト教徒と人数不明の非キリスト教徒が住んでいた。
1789年、バウンティ号の反乱で漂流したウィリアム・ブライはクパンを目指した。反乱はトンガ諸島のトフア島から56kmの位置で発生した。ウィリアム大尉は7mの筏に六分儀と時計だけ持ち、トフア島経由でクパンまで41日間、6710kmの旅をした。彼はトレス海峡を通過し、6月14日に上陸した。この漂流の中で、水夫のジョン・ノートンがトフア島で原住民に撲殺された。ブライ船長の旅の知らせは、オーストラリアのシドニー・コーブで有罪判決を受けた受刑者を勇気付けた。ウィリアム・ブライアント率いる9人の受刑者と2人の子供が、政府の小さな船を盗み、ポート・ジャクソン湾から脱走した。
1795年、オランダ本国がフランスに占領された事を受け、オランダ領東インドはイギリスに襲撃された。
1797年、クパンは襲撃され、建物が瓦礫になるまで破壊された。
1811年、再びイギリスが攻撃して来た。
1812年1月、イギリスがジャワ島を征服したのを受け、クパンは降伏した。
1816年、イギリスはクパンをオランダに返還した。
19世紀諸島、Jacobus Arnoldus Hazaartがオランダ領ティモールを統治した。3度に渡る統治の間(1810～1812年、1814～1818年、1819～1832年)、首都バタビアの干渉を受け付けなかった。彼の治世に、Reint LeBruyn (1799～1829)伝道師が目覚ましい働きをした。
1825年、クパンは外国との貿易に開かれた。
1828年、貿易手数料が廃止された。クパンにはイギリスやアメリカからよく捕鯨船が訪れた。
1866年、クパンは関税のかからない自由港になった。
19世紀後半、捕鯨海域が移動した為、クパンは衰退した。
20世紀初頭、クパンはヨーロッパからオーストラリアの中継・給油基地になった。
1917年、クパンを囲む5つの小王国(ヘロン王国、ソンバイ・ケシル王国、アマビ王国、タエバヌ王国、フナイ王国)は合併し、クパン自治領になった。ただしクパンはクパン自治領に含まれない。
1918年～1955年の間、クパン自治領はソンバイ王国の家系が治めた。
1942年～1945年、クパンは日本に占領された。古い町並みの多くが連合軍の爆撃によって破壊された。
1945年～1949年のインドネシア独立戦争では、国家主義者の扇動は有ったが戦闘は起きなかった。オランダはクパンを東インドネシア国に編入した。独立によって東インドネシア国はインドネシア共和国に合流し消滅した。クパンは東ティモール侵略でインドネシア軍や民兵の重要拠点になった。クパン周辺の駐屯地はクパンにも大きな影響を与えた。
1967年、クパン・ローマ・カトリック司教管区が設置された。
1989年、司教管区から大司教区に昇格した。

## 地理

### 気候
ケッペンの気候区分では、サバナ気候に区分される。年間の降水量の大半が雨季である12月から3月に集中する。海洋性気候であるため、乾季でも40℃を超えるような極端な高温や乾燥は観測されない。
| クパン (1961-1975)の気候               | クパン (1961-1975)の気候 | クパン (1961-1975)の気候 | クパン (1961-1975)の気候 | クパン (1961-1975)の気候 | クパン (1961-1975)の気候 | クパン (1961-1975)の気候 | クパン (1961-1975)の気候 | クパン (1961-1975)の気候 | クパン (1961-1975)の気候 | クパン (1961-1975)の気候 | クパン (1961-1975)の気候 | クパン (1961-1975)の気候 | クパン (1961-1975)の気候 |
| 月                                     | 1月                      | 2月                      | 3月                      | 4月                      | 5月                      | 6月                      | 7月                      | 8月                      | 9月                      | 10月                     | 11月                     | 12月                     | 年                       |
| -------------------------------------- | ------------------------ | ------------------------ | ------------------------ | ------------------------ | ------------------------ | ------------------------ | ------------------------ | ------------------------ | ------------------------ | ------------------------ | ------------------------ | ------------------------ | ------------------------ |
| 最高気温記録 °C （°F）                 | 35.0 (95)                | 34.4 (93.9)              | 35.6 (96.1)              | 36.1 (97)                | 35.6 (96.1)              | 34.4 (93.9)              | 35.0 (95)                | 36.7 (98.1)              | 37.2 (99)                | 38.3 (100.9)             | 38.3 (100.9)             | 36.7 (98.1)              | 38.3 (100.9)             |
| 平均最高気温 °C （°F）                 | 30.1 (86.2)              | 30.0 (86)                | 31.1 (88)                | 32.4 (90.3)              | 32.3 (90.1)              | 31.4 (88.5)              | 31.3 (88.3)              | 32.5 (90.5)              | 33.4 (92.1)              | 33.8 (92.8)              | 33.1 (91.6)              | 31.4 (88.5)              | 31.9 (89.4)              |
| 日平均気温 °C （°F）                   | 26.9 (80.4)              | 26.6 (79.9)              | 27.2 (81)                | 27.7 (81.9)              | 27.4 (81.3)              | 26.2 (79.2)              | 26.1 (79)                | 26.7 (80.1)              | 27.7 (81.9)              | 28.8 (83.8)              | 28.7 (83.7)              | 27.6 (81.7)              | 27.3 (81.1)              |
| 平均最低気温 °C （°F）                 | 23.8 (74.8)              | 23.5 (74.3)              | 23.3 (73.9)              | 22.8 (73)                | 22.3 (72.1)              | 20.7 (69.3)              | 20.2 (68.4)              | 20.5 (68.9)              | 21.2 (70.2)              | 22.5 (72.5)              | 23.6 (74.5)              | 23.8 (74.8)              | 22.4 (72.3)              |
| 最低気温記録 °C （°F）                 | 21.1 (70)                | 20.0 (68)                | 20.6 (69.1)              | 17.2 (63)                | 17.8 (64)                | 15.6 (60.1)              | 15.6 (60.1)              | 15.6 (60.1)              | 16.7 (62.1)              | 18.3 (64.9)              | 20.0 (68)                | 21.1 (70)                | 15.6 (60.1)              |
| 降水量 mm （inch）                     | 386 (15.2)               | 347 (13.66)              | 234 (9.21)               | 65 (2.56)                | 30 (1.18)                | 10 (0.39)                | 5 (0.2)                  | 2 (0.08)                 | 2 (0.08)                 | 17 (0.67)                | 83 (3.27)                | 232 (9.13)               | 1,413 (55.63)            |
| 平均降水日数 （≥1.0 mm）               | 18.1                     | 15.5                     | 13.2                     | 5.0                      | 2.5                      | 1.2                      | 0.8                      | 0.3                      | 0.3                      | 1.3                      | 6.9                      | 14.7                     | 79.8                     |
| % 湿度                                 | 85                       | 86                       | 83                       | 75                       | 70                       | 67                       | 65                       | 63                       | 64                       | 66                       | 73                       | 81                       | 73.2                     |
| 平均月間日照時間                       | 189                      | 195                      | 223                      | 267                      | 276                      | 276                      | 288                      | 304                      | 306                      | 288                      | 264                      | 205                      | 3,081                    |
| 出典1：Deutscher Wetterdienst          |                          |                          |                          |                          |                          |                          |                          |                          |                          |                          |                          |                          |                          |
| 出典2：Danish Meteorological Institute |                          |                          |                          |                          |                          |                          |                          |                          |                          |                          |                          |                          |                          |

## 姉妹都市
- 珠海市(中国)